# Hyalostenele auxomelas
Hyalostenele auxomelas là một loài bướm đêm trong họ Geometridae.